# Boer zoekt vrouw (Nederland)
Boer zoekt vrouw is een Nederlandse dating-realityserie gepresenteerd door Yvon Jaspers, gebaseerd op het Engelse format Farmer Wants a Wife dat wereldwijd is verkocht en uitgezonden. In het programma, dat via televisie en internet wordt uitgezonden, gaan vrijgezelle boeren voor het oog van de camera op zoek naar een geliefde. Het wordt uitgezonden door de publieke omroepvereniging KRO (sinds 2015 door de fusieomroep KRO-NCRV). Er zijn anno 2025 veertien seizoenen geweest, het vijfde seizoen werd op de televisie door ruim vijf miljoen mensen bekeken. Het wordt geproduceerd door het bedrijf Blue Circle.
Een aantal van de deelnemers vond een partner via het programma en kreeg soms ook kinderen. Anderen vonden een partner buiten het programma of kregen geen relatie. In het voorjaar van 2021 bleek dat er negentig "boer zoekt vrouw-baby's" waren geboren. In 2020 waren nog 15 koppels samen.

## Format

### Seizoen 1–13
In de serie zoekt een aantal personen die werkzaam zijn in de agrarische sector een partner om hun leven mee te delen. Het kijkerspubliek wordt voorgesteld aan tien mensen, aan wie interesse kenbaar gemaakt kan worden door hen een brief te schrijven eventueel vergezeld van een filmpje of foto's. In de tweede aflevering, enkele maanden later, mogen de vijf deelnemers die het grootste aantal brieven hebben ontvangen verder gaan met het televisiedeel. De voortgang van de anderen is nog wel via internet te volgen. De deelnemers die doorgaan selecteren elk tien geïnteresseerden uit de ontvangen brieven en na een korte date met elk van hen kiezen ze hieruit vijf personen. Hiermee gaan ze dan een dag op stap, waarna er nog maar drie overblijven. Die maken gedurende een week nader kennis met de gekozene op zijn/haar bedrijf, de zogenaamde logeerweek. Na een of twee logeerdagen valt er nog één persoon verplicht af en de gastheer of gastvrouw moet uiteindelijk kiezen uit de twee overgeblevenen. Met de gekozene mag hij/zij op kosten van de omroep een weekendtrip maken om elkaar beter te leren kennen. Meestal wordt het programma samengesteld met deelnemers die in Nederland wonen maar drie series, 7, 9 en 13, waren internationale edities, waarin Nederlandse deelnemers werden gevolgd die in het buitenland wonen. Aan die edities deden niet tien maar vijf personen mee, van wie iedereen werd gevolgd op televisie.

### Vanaf seizoen 14
Vanaf seizoen 14 loopt het programma iets anders: het kijkerspubliek wordt maar aan zes personen werkzaam in de agrarische sector voorgesteld, die allemaal worden gevolgd op televisie, ongeacht het aantal brieven dat ze ontvangen. Dat aantal wordt overigens niet meer bekendgemaakt. In de tweede en derde aflevering hebben per aflevering drie deelnemers speeddates met tien personen, die gekozen worden uit de ingezonden brieven. Daaruit kiezen ze vijf potentiële partners die door mogen naar de volgende stap in het programma: de groepsdates op de boerderij die plaatsvinden in de daaropvolgende aflevering. Aan het eind van de aflevering vallen twee potentiële partners af. De boeren mogen de activiteiten tijdens deze groepsdate op of rond de boerderij zelf voorbereiden. Daarna blijft het hetzelfde als voorheen: de drie overgebleven partners blijven direct daarna logeren op de boerderij. Aan het eind van de tweede dag moeten de kandidaten weer een potentiële partner naar huis sturen. Aan het einde van de logeerweek kiezen de kandidaten met wie ze op weekendtrip gaan.

## Seizoensoverzicht

### Serie 1 (2004-2005)
De eerste serie liep van 21 november 2004 tot 3 april 2005 met tien mannelijke deelnemers die allen op zoek waren naar een vrouw. Zes kandidaten vonden via het programma een partner.
| Naam             | Leeftijd | Provincie     | Beroep                        | Aantal brieven | Resultaat                                                                                         |
| ---------------- | -------- | ------------- | ----------------------------- | -------------- | ------------------------------------------------------------------------------------------------- |
| Teus Oskam       | 31       | Gelderland    | melkvee- en schapenhouder     | 272            | Mariandel en Frieda vielen af. Koos Astrid. Trouwde met Pam en kreeg twee kinderen                |
| Joris Kollewijn  | 27       | Noord-Holland | biologische groenteteler      | 246            | Evelien en Karin vielen af. Koos Renske en woont samen met haar.                                  |
| Hans Ruhof       | 46       | Overijssel    | melkveehouder                 | 140            | Joan en Lonneke vielen af. Koos Connie en trouwde. Kreeg twee kinderen.                           |
| Peter Daatselaar | 43       | Lheebroek     | melkveehouder                 | 100            | Koos eerder afgevallen Anita maar relatie is beëindigd                                            |
| Piet Rijkers     | 42       | Noord-Brabant | varkenshouder/akkerbouwer     | 57             | Marja en Marianne vielen af. Koos Sieta. Trouwde Corine en kreeg in 2010 een zoontje.             |
| Edwin Schiller   | 35       | Overijssel    | melkveehouder                 | 48             | Afgevallen na aflevering 2. Trouwde met Jennifer (ontmoet op programmafeest). Kreeg twee dochters |
| Willie Peters    | 31       | Limburg       | melkveehouder                 | 27             | Afgevallen na aflevering 2. Trouwde met briefschrijfster Monique en kreeg twee kinderen.          |
| Driek Bos        | 27       | Zeeland       | akkerbouwer en vleesveefokker | 26             | Afgevallen na aflevering 2.                                                                       |
| Coen Jasperse    | 35       | Zeeland       | akkerbouwer                   | 23             | Afgevallen na aflevering 2.                                                                       |
| Catrinus Deinum  | 28       | Friesland     | melkveehouder                 | 12             | Afgevallen na aflevering 2. Inmiddels getrouwd en een dochter                                     |

### Serie 2 (2006)
Op 14 mei 2006 startte de tweede serie van het programma, die het succes van de eerste verder zou uitbouwen. De tweede serie werd geproduceerd onder eindredactie van Jacco Keyzer. Er waren opnieuw tien mannelijke deelnemers op zoek naar een vrouw van wie vijf de hele serie werden gevolgd. Zeven kandidaten vonden via het programma een partner. De serie liep tot 5 november 2006.
| Naam               | Geboren          | Provincie     | Beroep                       | Aantal brieven | Resultaat |
| ------------------ | ---------------- | ------------- | ---------------------------- | -------------- | --- |
| Martijn van Raaij  | 4 juni 1980      | Noord-Brabant | melkveehouder                | 172            | Laura en Bibi vielen af. Koos Marlies, relatie hield stand                                                                       |
| Dirk-Jan Nagelhout | 22 maart 1970    | Dordogne      | melkveehouder en akkerbouwer | 165            | Ingrid en Irma vielen af. Koos Merel, relatie hield geen stand. Trouwde met Petra twee jaar later en kreeg twee kinderen.        |
| Jochum de Boer     | 20 april 1969    | Friesland     | biologische kasteler         | 157            | Barbara en Nienke vielen af. Koos Marieke. Relatie hield geen stand. Trouwde met Pauline twee jaar later en kreeg twee kinderen. |
| Gerrit Luimstra    | 24 april 1967    | Friesland     | melkveehouder                | 98             | Teresa en Eva vielen af. Koos Inge maar relatie hield geen stand.                                                                |
| Hans van Boheemen  | 28 januari 1956  | Noord-Holland | akkerbouwer                  | 85             | Riet en Trudie vielen af. Koos Anneke en kreeg relatie. Zij overleed in 2019.                                                    |
| Jan-Willem Beekhof | 21 oktober 1974  | Overijssel    | melkvee- en varkenshouder    | 82             | Afgevallen na aflevering 2. Trouwde met briefschrijfster Ilona in 2008 en kreeg twee kinderen.                                   |
| Gijs Bos           | 20 april 1964    | Noord-Holland | tulpen- en akkerbouwer       | 74             | Afgevallen na aflevering 2. Kreeg relatie met briefschrijfster Rixt.                                                             |
| Johan              | 11 februari 1965 | Noord-Brabant | varkenshouder                | 22             | Afgevallen na aflevering 2. |
| Pros Veldman       | 26 februari 1971 | Overijssel    | melkveehouder                | 16             | Afgevallen na aflevering 2. Trouwde met briefschrijfster Jolanda in 2007 en kreeg drie kinderen.                                 |
| Marcel de Weerd    | 10 mei 1974      | Gelderland    | fruitteler                   | 12             | Afgevallen na aflevering 2. Trouwde met Natascha en kreeg twee kinderen.                                                         |

### Serie 3 (2007-2008)
De derde reeks liep van 2 september 2007 tot 2 maart 2008. Voor het eerst deed er een vrouw mee die een mannelijke partner zocht. Er was dit seizoen ook een kleine rel. Boer Arjan had buiten het programma om al zijn droomvrouw leren kennen. Nog voordat hij de brieven van de vrouwen – die op hem hadden geschreven – had ontvangen en gelezen, stond een onbekende vrouw op zijn erf. Zij had eveneens geschreven, maar besloot de uitzendingen niet af te wachten. Het klikte meteen en eind 2007 trouwde Arjan met haar. Twee kandidaten vonden via het programma een partner. De ontknoping van het tweede seizoen werd door ruim 3 miljoen mensen bekeken. Dat is een kijkdichtheid van 20,2% en een kijktijdaandeel (percentage van de 100 ingeschakelde kijkers) van 38,1%. Hiermee was de aflevering van Boer zoekt vrouw van 5 november 2007 het best bekeken programma van het televisieseizoen.
| Naam              | Leeftijd | Provincie     | Beroep                         | Aantal brieven | Resultaat |
| ----------------- | -------- | ------------- | ------------------------------ | -------------- | --- |
| Agnes van de Ven  | 27       | Drenthe       | melkveehouder                  | 883            | Klaas viel af. Jurjen vertrok zelf. Koos Jurre. Trouwde in 2011 met Albert en kreeg twee kinderen.                                       |
| Henk Verdegaal    | 34       | Zuid-Holland  | bloembollenkweker              | 451            | Maartje, Marlou en Klarijn vertrokken zelf. Trouwde met Vanessa en kreeg een zoon                                                        |
| Frans Zanderink   | 27       | Overijssel    | melkveehouder                  | 333            | Joyce viel af. Jessica vertrok zelf. Koos Ronella maar relatie hield geen stand. Trouwde met Leonie in 2014 en kreeg twee kinderen.      |
| Jan Ybema         | 45       | Friesland     | melkveehouder                  | 102            | Annet en Siepie vertrokken zelf. Anita viel af. Kreeg relatie met kandidaat Pauline van Gerard ontmoet op de afterparty van het seizoen. |
| Gerard van Dongen | 41       | Noord-Brabant | melkveehouder                  | 54             | Marja en Pauline vielen af. Koos Leonie maar relatie hield geen stand.                                                                   |
| Klaas Winters     | 40       | Overijssel    | melkveehouder                  | 40             | Afgevallen na aflevering 2. Kreeg relatie met briefschrijfster Miranda maar ging uit.                                                    |
| Arjan Heijink     | 45       | Gelderland    | biologische varkenshouder      | 38             | Afgevallen na aflevering 2. Trouwde met Brigitte in 2009.                                                                                |
| Erik Timmermans   | 39       | Gelderland    | melkveehouder                  | 31             | Afgevallen na aflevering 2. Trouwde later met Esther, die hij ontmoette op de verjaardag van collegaboer uit programma.                  |
| Frank van Deurzen | 36       | Noord-Brabant | melkveehouder en varkensfokker | 19             | Afgevallen na aflevering 2. Trouwde briefschrijver Monique en kreeg een dochter.                                                         |
| Gerko Knol        | 28       | Groningen     | schapenhouder                  | 18             | Afgevallen na aflevering 2. Trouwde Amanda en kreeg kind                                                                                 |

### Serie 4 (2009)
Deze reeks liep van mei tot november 2009. Ditmaal waren er wederom tien mannen die een vrouw zochten. In deze serie had een van de deelnemers die niet gevolgd werd na twee afleveringen al een date gehad. Zes kandidaten vonden via het programma een partner. Het kijkcijferrecord van deze serie lag op 4,4 miljoen kijkers (uitzending van 8 november 2009).
| Naam                  | Geboren          | Provincie     | Beroep                       | Aantal brieven | Resultaat                                                                                                 |
| --------------------- | ---------------- | ------------- | ---------------------------- | -------------- | --- |
| Jos Groot             | 14 mei 1960      | Gelderland    | akkerbouwer/bloembollenteler | 831            | Marieke en Mirjam vielen af. Koos Dycke en relatie hield stand.                                           |
| Peter van den Bogaard | 28 oktober 1977  | Noord-Brabant | paardenfokker                | 254            | Saskia en Saskia vielen af. Koos Hanneke. Relatie geëindigd in 2010.                                      |
| Wietse Spijksma       | 19 december 1973 | Friesland     | melkveehouder                | 190            | Nicolien en Iris vielen af. Koos Neeltje en is getrouwd en kreeg kinderen.                                |
| Hans Weijs            | 15 januari 1982  | Limburg       | bloemenkweker                | 140            | Ingrid en Johanna vielen af. Koos Audrey. Getrouwd en drie kinderen.                                      |
| Wim Petter            | 16 juni 1955     | Overijssel    | melkveehouder                | 58             | Els en Cynthia vielen af. Koos Astrid maar relatie kwam na twee jaar ten einde. Trouwde in 2015 met Rita. |
| Jan de Jager          | 18 juli 1976     | Zeeland       | akkerbouwer                  | 52             | Afgevallen na aflevering 2.                                                                               |
| Marc de Jong          | 6 oktober 1969   | Zuid-Holland  | melkvee- en schapenhouder    | 34             | Afgevallen na aflevering 2. Trouwde Nicoline en kreeg twee kinderen                                       |
| Richard Broenink      | 1 oktober 1976   | Overijssel    | kippen- en schapenhouder     | 28             | Afgevallen na aflevering 2. Trouwde Monique en kreeg twee zoons                                           |
| Johannes Nooteboom    | 30 jaar          | Gelderland    | fruitteler                   | 14             | Afgevallen na aflevering 2. Trouwde in 2012 met Riët                                                      |
| Auke Lootsma          | 2 september 1971 | Flevoland     | melkveehouder                | 12             | Afgevallen na aflevering 2.                                                                               |

### Serie 5 (2010-2011)
Deze reeks werd uitgezonden van september 2010 tot februari 2011. Een vrouw zocht een man en negen mannen een vrouw. Daaronder waren drie broers (Hans, Martin en Gradus) die individueel naar een vrouw zochten. Ze vielen echter alle drie na de tweede aflevering af. In deze serie werd het kijkcijferrecord aangescherpt naar 5,2 miljoen kijkers.
| Naam                | Geboren          | Provincie                      | Beroep        | Aantal brieven | Resultaat |
| ------------------- | ---------------- | ------------------------------ | ------------- | -------------- | --- |
| Frank Brinkhaus     | 2 augustus 1984  | Limburg                        | geitenhouder  | 1029           | Judith en Berber vielen af. Koos Anita. Relatie kwam ten einde in 2018.                                                            |
| Gijsbert Bakhuisen  | 14 januari 1975  | Utrecht                        | melkveehouder | 810            | Yvonne en José vielen af. Koos Femke, trouwden en kregen drie kinderen, inmiddels gescheiden.                                      |
| Annemarie Nell      | 17 juni 1978     | Zuid-Holland                   | melkveehouder | 172            | Harrie en Johannes vielen af. Koos Adriaan. Trouwde Johan in 2013 en kreeg een zoon.                                               |
| Richard Tersteeg    | 31 december 1960 | Noordrijn-Westfalen, Duitsland | melkveehouder | 111            | Susan en Heidy vielen af. Koos Annemieke maar relatie werd na drie maanden beëindigd. Kreeg in 2012 relatie met Marjan.            |
| Marcel Peeters      | 1 mei 1966       | Limburg                        | akkerbouwer   | 65             | Sonja en Marita vielen af. Koos Ksenia maar geen relatie volgde.                                                                   |
| Maurits             | 28 maart 1970    | Noord-Holland                  | fruitteler    | 48             | Afgevallen na aflevering 2. |
| Gerhard Ensing      | 16 april 1963    | Gelderland                     | wijnboer      | 45             | Afgevallen na aflevering 2. Kreeg relatie met briefschrijfster Myrthe.                                                             |
| Adriaan             | 12 mei 1955      | Zuid-Holland                   | melkveehouder | 41             | Afgevallen na aflevering 2. Kreeg relatie met briefschrijfster Cora.                                                               |
| Gradus Heuvelink    | 15 januari 1954  | Gelderland                     | veehouder     | 20             | Afgevallen na aflevering 2. Kreeg in 2012 relatie met Rita maar dat ging uit. Kreeg in 2017 relatie met Mary ontmoet op afterparty |
| Pieter Hoogerbrugge | 27 augustus 1968 | Zuid-Holland                   | melkveehouder | 7              | Afgevallen na aflevering 2. Kreeg relatie met Esther.                                                                              |
| Hans Heuvelink      | 24 mei 1971      | Gelderland                     | veehouder     | 4              | Afgevallen na aflevering 2. Trouwde Inge en kreeg twee kinderen.                                                                   |
| Martin Heuvelink    | 10 juli 1968     | Gelderland                     | veehouder     | 2              | Afgevallen na aflevering 2. Kreeg relatie met briefschrijfster Jessica.                                                            |

### Serie 6 (2012)
Deze reeks liep van mei tot november 2012 en had elf deelnemers in plaats van de gebruikelijke tien. Op een van de boerderijen woonden namelijk tweelingbroers die beiden op zoek waren naar een vrouw (Jan en Martin). Verder deed er een vrouw mee die een man zocht en zocht voor het eerst een mannelijke deelnemer (Willem) een mannelijke partner. De kijkcijfers van seizoen 2012 braken geen records. Toch haalde het programma de kijkcijfers van de zondag van televisiezender Nederland 1 omhoog. De kijkcijfers van Boer zoekt vrouw bleven in het najaar 2012 gemiddeld boven 4 miljoen kijkers.
| Naam                   | Geboren          | Provincie     | Beroep                | Aantal brieven | Resultaat |
| ---------------------- | ---------------- | ------------- | --------------------- | -------------- | --- |
| Henk van Vliet         | 17 juni 1986     | Noord-Holland | melkveehouder         | 1109           | Yoni en Lisa vielen af. Koos Fiona. Getrouwd en vier kinderen.                                                                         |
| Martin van der Peet    | 17 april 1964    | Noord-Holland | melkveehouder         | 276            | Swaen en Jose vielen af. Koos Wilma. Getrouwd in 2013.                                                                                 |
| Henrieke Lutke Willink | 16 juni 1983     | Gelderland    | melkveehouder         | 100            | Rick-Jan en Barrie vielen af. Koos Bert. Kreeg relatie met Ronald.                                                                     |
| Willem Beekman         | 24 februari 1965 | Gelderland    | zorgboerderijeigenaar | 57             | Jurjen en Jacob vielen af. Koos Klaas maar relatie ging uit.                                                                           |
| Aad Dobbe              | 3 april 1964     | Zuid-Holland  | bloemkweker           | 56             | Linda en Ina vielen af. Koos Jeannet, maar relatie ging uit. Kreeg relatie met Ingrid.                                                 |
| Johan Doff             | 1 oktober 1975   | Groningen     | spruitjeskweker       | 31             | Afgevallen na aflevering 2. Trouwde in 2018 met Lourianne. Kreeg met haar drie dochters.                                               |
| Jan ter Denge          | 13 april 1970    | Overijssel    | rundveeopfokker       | 17             | Afgevallen na aflevering 2. Trouwde na oproep Monika en kreeg een dochter.                                                             |
| Hans van Rooijen       | 15 augustus 1971 | Utrecht       | melkveehouder         | 15             | Afgevallen na aflevering 2. Kreeg relatie met briefschrijfster Femke maar werd na acht maanden beëindigd. Trouwde in 2017 met Hanneke. |
| Arthur van Geest       | 9 september 1970 | Zuid-Holland  | glastuinbouwer        | 11             | Afgevallen na aflevering 2. Getrouwd met Miranda en twee kinderen.                                                                     |
| Doede Rijpkema         | 12 juli 1978     | Friesland     | melkveehouder         | 8              | Afgevallen na aflevering 2. |
| Martin ter Denge       |                  | Overijssel    | rundveeopfokker       | 3              | Afgevallen na aflevering 2. Vond na nieuwe oproep Miranda.                                                                             |

### Serie 7 (2013-2014)
Deze reeks liep van september 2013 tot februari 2014. In deze serie werden voor het eerst Nederlandse deelnemers die in het buitenland woonden en werkten gevolgd. Vier mannen op zoek naar een vrouw en een vrouw op zoek naar een man werden allen gevolgd gedurende de hele serie. Tijdens deze serie lukte het twee deelnemers (Aletta en Jan) niet om na de logeerweek een partner te kiezen uit de twee overgebleven logés.
| Naam             | Geboren          | Land       | Beroep                          | Aantal brieven | Resultaat |
| ---------------- | ---------------- | ---------- | ------------------------------- | -------------- | --- |
| Wim van Liere    | 27 juni 1960     | Tanzania   | groentekweker en vleesveefokker | 313            | Janne en Karin vielen af. Koos Evelyne. Waren in 2015 nog samen                                                         |
| Jos              | 5 februari 1989  | Frankrijk  | melkveehouder                   | 278            | Leonie en Willemijn vielen af. Koos Saskia. Relatie in 2016 beëindigd. Kreeg kort daarna relatie met Amy en kreeg kind. |
| Jan              | 14 augustus 1984 | Canada     | pluimveefokker                  | 238            | Claire en Florence vielen af. Judith vertrok zelf. Trouwde een ander en kreeg kinderen.                                 |
| Aletta van Beeck | 9 april 1970     | Bonaire    | geitenhouder                    | 136            | Jan, Patrick en Koen vielen af.                                                                                         |
| Johan Sprangers  | 8 september 1964 | Denemarken | melkveehouder                   | 45             | Ingrid en Barbara vielen af. Koos Ingrid. Relatie beëindigd in 2016.                                                    |

### Serie 8 (2014-2015)
Deze reeks liep van september 2014 tot maart 2015. De eerste aflevering was op 7 september 2014. Negen mannen en een vrouw zochten een vrouwelijke partner. Vanaf 4 januari 2015 werd het vervolg van de serie, waarin een recordaantal van 2.388 vrouwen een brief stuurden, uitgezonden.
| Naam         | Geboren          | Provincie     | Beroep                                                 | Aantal brieven | Resultaat                                                                                          |
| ------------ | ---------------- | ------------- | ------------------------------------------------------ | -------------- | -------------------------------------------------------------------------------------------------- |
| Tom Groot    | 6 juli 1982      | Noord-Holland | tulpenteler                                            | 1808           | Leonie en Lotte vielen af. Koos Rimke                                                              |
| Bertie Steur | 17 februari 1974 | Zeeland       | akkerbouwer                                            | 175            | Katherine en Ciska vielen af, koos Esther. Kreeg drie jaar later relatie met briefschijver Rosita. |
| Jan Blom     | 20 mei 1986      | Noord-Holland | schapenmelker                                          | 110            | Marieke en Vivian vielen af. Koos Rianne. Getrouwd en kinderen.                                    |
| Geert Krops  | 24 aril 1949     | Groningen     | aardbeien, groente- en fruitkweker                     | 89             | Ada en Mary vielen af. Koos Hetty en kreeg relatie.                                                |
| Theo Koopman | 25 sep 1964      | Noord-Holland | melkvee- en jongveehouder                              | 73             | Ria vertrok zelf. Sandra viel af. Nancy bleef over maar geen relatie.                              |
| Willem       | 28 augustus 1967 | Noord-Brabant | melkvee- en pluimveehouder                             | 56             | Afgevallen na aflevering 2. Kreeg relatie met briefschrijfster Martine.                            |
| Leo          | 10 augustus 1974 | Gelderland    | melkvee-, varkens- en schapenhouder en fruitteler      | 48             | Afgevallen na aflevering 2.                                                                        |
| Mario        | 26 februari 1961 | Noord-Brabant | varkensfokker                                          | 16             | Afgevallen na aflevering 2.                                                                        |
| Janko Elema  | 5 juni 1974      | Groningen     | akkerbouwer en eigenaar sorteer- en constructiebedrijf | 11             | Afgevallen na aflevering 2. Kreeg relatie met briefschrijver Esther.                               |
| Gert-Jan     | 24 maart 1977    | Noord-Brabant | melkveehouder                                          | 2              | Afgevallen na aflevering 2. Trouwde briefschrijver Judith.                                         |

### Serie 9 (2016-2017)
De eerste aflevering was op 28 augustus 2016. In deze serie werden weer voor de tweede maal vijf Nederlandse deelnemers die in het buitenland woonden en werkten gevolgd. Dit waren allemaal mannen op zoek naar een vrouw.
| Naam         | Geboren          | Woonplaats       | Beroep                       | Aantal brieven | Resultaat |
| ------------ | ---------------- | ---------------- | ---------------------------- | -------------- | --- |
| Marc Verkuyl | 3 juli 1979      | Zambia           | viskweker                    | 829            | Anke viel af. Irene vertrok zelf. Koos Annekim maar relatie hield geen stand. Kreeg relatie met Merel en kreeg een zoontje. |
| Olke Jongsma | 9 oktober 1964   | Verenigde Staten | melkveehouder                | 206            | Alberdien vertrok zelf. Harriet viel af. Sandra bleef over. Kreeg relatie met briefschrijfster Karen.                       |
| David Kleiss | 6 juli 1989      | Roemenië         | varkensfokker en akkerbouwer | 88             | Jorien en Susanne vielen af. Koos Mara en nog samen in 2020                                                                 |
| Herman Piet  | 6 oktober 1991   | Frankrijk        | melkveehouder                | 40             | Anne en Pia vielen af. Koos Fleur en nog samen in 2024                                                                      |
| Riks Zomer   | 5 september 1976 | Canada           | melkveehouder en akkerbouwer | 36             | Claudia en Eline vertrokken zelf. Marit bleef over. Trouwde met Nicole, kreeg een zoon.                                     |

### Serie 10 (2018)
De eerste aflevering was op 13 mei 2018 en het vervolg van de serie was vanaf 16 september 2018. Drie vrouwen waren op zoek naar een man en zeven mannen op zoek naar een vrouw. Wederom werden er tien deelnemers voorgesteld van wie er vijf de gehele serie werden gevolgd. Deelnemer Remco werd gediskwalificeerd omdat hij al voor de eerste aflevering contact had gehad met enkele vrouwen die op zijn verzoek een brief hadden geschreven waardoor andere vrouwen geen eerlijke kans zouden krijgen in het programma. Daarom werd hij niet meer online gevolgd nadat hij in aflevering 2 was afgevallen. Het programma werd dit seizoen voor het eerst ondersteund door een podcast, waarin luisteraars uitgebreider kennis konden maken met de deelnemers.
| Naam                   | Geboren           | Provincie     | Beroep                                       | Aantal brieven | Resultaat                                                                                  |
| ---------------------- | ----------------- | ------------- | -------------------------------------------- | -------------- | ------------------------------------------------------------------------------------------ |
| Wim Droog              | 19 februari 1990  | Flevoland     | akkerbouwer                                  | 333            | Paula en Marlies vertrokken, koos Marit. Kreeg met haar een dochter in 2021.               |
| Michelle van Asseldonk | 30 juni 1988      | Noord-Brabant | champignonkweker                             | 326            | Ruud en Zeno vielen af. Koos Maarten en wonen samen.                                       |
| Marnix Knetemann       | 1 augustus 1978   | Noord-Holland | vleeskoeien- en paardenfokker                | 75             | Bertine en Willemijn vielen af. Koos Janneke. Woont samen met Jennie'                      |
| Steffi Verhagen        | 13 juli 1990      | Noord-Brabant | hengstenhouder                               | 49             | Harrold en Kevin vielen af. Koos Roel en kreeg twee kinderen.                              |
| Jaap Vreeken           | 15 juli 1968      | Noord-Holland | snijbloemenkweker                            | 48             | Marilyn en Petra vielen af. Koos Marian maar relatie eindigde.                             |
| Remco Aalbers          | 28 augustus 1989  | Friesland     | melkveehouder                                | 47             | Afgevallen na aflevering 2. Kreeg relatie met briefschrijfster en heeft met haar tweeling. |
| Jan                    | 1 juli 1957       | Noord-Holland | melkveehouder                                | 33             | Afgevallen na aflevering 2.                                                                |
| Rudie                  | 30 augustus 1984  | Groningen     | melkveehouder                                | 9              | Afgevallen na aflevering 2.                                                                |
| Saskia                 | 14 december 1964  | Utrecht       | biologische melkgeitenhouder                 | 9              | Afgevallen na aflevering 2.                                                                |
| Wilfred                | 29 september 1974 | Gelderland    | melkveehouder en houtsnipperbedrijfseigenaar | 6              | Afgevallen na aflevering 2.                                                                |

### Serie 11 (2019-2020)
Het elfde seizoen begon op 1 september 2019 en het vervolg van de serie was vanaf 23 februari 2020. Er deden acht mannen mee die een vrouw zochten, een man die een man zocht, Frans, en een vrouw, Annemiek, die een man zocht.
| Naam                      | Geboren           | Provincie     | Beroep                       | Aantal brieven | Resultaat |
| ------------------------- | ----------------- | ------------- | ---------------------------- | -------------- | --- |
| Annemiek Koekoek          | 27 januari 1994   | Drenthe       | melkveehouder                | 633            | Steven viel af. Erik en Jelte gingen zelf weg. Vond later zelf partner en kreeg een zoontje.                                                        |
| Bastiaan van 't Westeinde | 22 oktober 1983   | Zeeland       | akkerbouwer                  | 167            | Elise en Madeleen vielen af. Koos Milou maar relatie na een jaar beëindigd.                                                                         |
| Geert Mooren              | 22 april 1968     | Noord-Brabant | akkerbouwer en jongveefokker | 79             | Vera ging zelf weg. Esther viel af. Angela bleef over. Heeft anno 2024 een vriendin.                                                                |
| Jan Hartog                | 24 januari 1984   | Noord-Holland | zorgboerderijeigenaar        | 63             | Vera ging zelf weg. Froukje viel af. Nienke bleef over. Relatie na twee jaar beëindigd.                                                             |
| Geert Jan van Meerveld    | 13 juni 1958      | Noord-Holland | paardenfokker                | 56             | Jacqueline viel af. Betty ging zelf weg. Koos Karine. Kreeg relatie met kandidaat Monique die schreef voor Hans de Roover uit het volgende seizoen. |
| Frans Zeinstra            | 7 september 1960  | Friesland     | melkveehouder                | 37             | Afgevallen na aflevering 2. |
| Ronald Hissink            | 31 augustus 1980  | Gelderland    | melkveehouder                | 28             | Afgevallen na aflevering 2. Vond Eveline in brieven.                                                                                                |
| John Lugtenburg           | 39 jaar           | Friesland     | melkveehouder                | 24             | Afgevallen na aflevering 2. Kreeg relatie met Marlies.                                                                                              |
| Johan Janmaat             | 21 juli 1966      | Noord-Holland | melkveehouder                | 14             | Afgevallen na aflevering 2. |
| Willem van Hemert         | 27 september 1992 | Utrecht       | melkveehouder                | 6              | Afgevallen na aflevering 2. Kreeg relatie met briefschrijfster Rineke.                                                                              |

### Special (2021)
Op 11 april 2021 werd een speciale aflevering uitgezonden genaamd Boer zoekt vrouw: 90 spruiten special. Tussen het begin van het programma in 2004 en deze uitzending werden er negentig kinderen geboren bij de deelnemers die dankzij het programma een partner. In de special bezoekt Yvon Jaspers een aantal van deze boeren.

### Serie 12 (2021-2022)

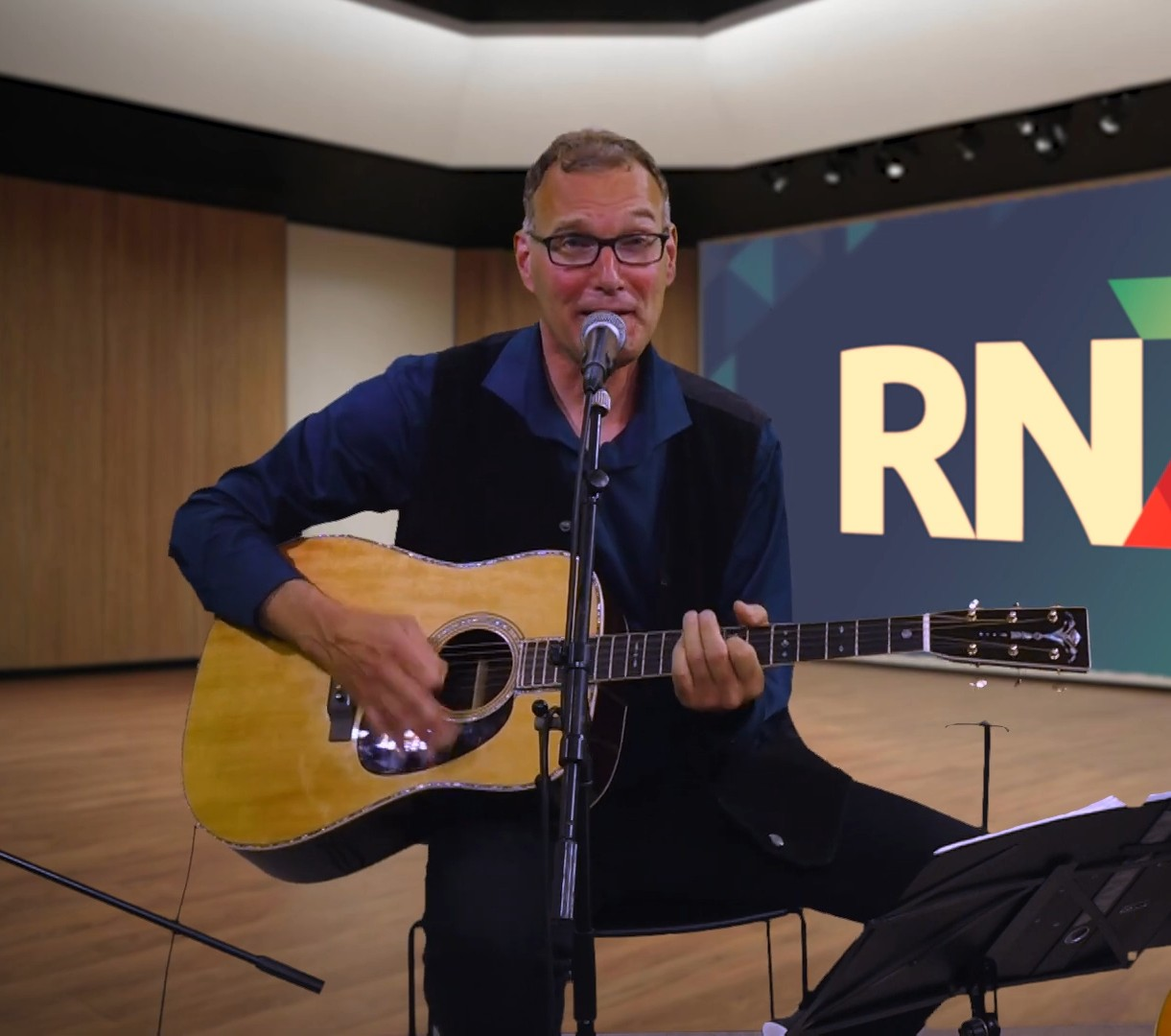
Rob Janssen in de studio van RN7, 2025

Het twaalfde seizoen begon op 29 augustus 2021 en het vervolg van de serie was vanaf 27 februari 2022. Twee vrouwen waren op zoek naar een man en acht mannen op zoek naar een vrouw.
| Naam             | Geboren          | Provincie     | Beroep                                 | Aantal brieven | Resultaat                                                            |
| ---------------- | ---------------- | ------------- | -------------------------------------- | -------------- | -------------------------------------------------------------------- |
| Jouke Huitema    | 16 april 1990    | Friesland     | melkveehouder                          | 434            | Marion en Lotte vielen af. Koos Karlijn en kregen kind               |
| Janine Lardinois | 12 februari 1990 | Limburg       | schapenhouder                          | 104            | Christiaan en Michiel vielen af. Koos Sander.                        |
| Hans de Roover   | 30 april 1952    | Noord-Brabant | paardenfokker                          | 89             | Dinie ging zelf weg. Margriet viel af. Annette bleef over.           |
| Evert Hoorn      | 14 maart 1963    | Drenthe       | melkveehouder                          | 66             | Cora en Nans vielen af. Koos Maud, relatie na twee jaar beëindigd.   |
| Rob Janssen      | 19 december 1971 | Gelderland    | kersenteler                            | 42             | Silvia en Sonja vielen af. Koos Wendy maar er ontstond geen relatie. |
| Gerben Olsthoorn | 27 oktober 1990  | Utrecht       | geitenhouder                           | 40             | Afgevallen na aflevering 2.                                          |
| Joost de Groot   | 1 december 1974  | Noord-Brabant | plantenkweker                          | 33             | Afgevallen na aflevering 2.                                          |
| Hilda Lok        | 13 mei 1987      | Friesland     | melkveehouder                          | 31             | Afgevallen na aflevering 2.                                          |
| Robert Meinen    | 13 april 1982    | Overijssel    | vleesveehouder en vrachtwagenchauffeur | 26             | Afgevallen na aflevering 2. Kreeg relatie met Maaike en is vader.    |
| Rob de Boer      | 17 december 1971 | Noord-Holland | witlofkweker                           | 8              | Afgevallen na aflevering 2.                                          |

### Serie 13 (2023)
Het dertiende seizoen begon op 9 april 2023 en vanaf 17 september werd het vervolg van de serie uitgezonden. Dit was net als de seizoenen 7 en 9 een internationale editie waarbij vijf deelnemers werden gevolgd die in het buitenland wonen. In dit seizoen woonden ze allemaal in Europa. Drie mannen zochten een vrouw en twee vrouwen een man.
| Naam                     | Geboren         | Land       | Beroep                   | Aantal brieven | Resultaat |
| ------------------------ | --------------- | ---------- | ------------------------ | -------------- | --- |
| Bernice Jellema          | 22 maart 2000   | Zweden     | melkveehouder            | 430            | Yorick, Ype Jacob en Johan vielen af. |
| Claudia ter Kuile-Kuiper | 19 maart 1966   | Frankrijk  | biologisch melkveehouder | 89             | Bob en René vielen af. Koos Paul en relatie in 2024                                                                                                |
| Richard Knol             | 29 juni 1990    | Slowakije  | akkerbouwer              | 60             | Marlies en Marijke vielen af. Koos Robin, relatie beëindigd in oktober 2024.                                                                       |
| Piet                     | 22 januari 1960 | Duitsland  | vleesveefokker           | 24             | Eugenie en Gea vielen af. Koos Anke wat eindigde in vriendschap.                                                                                   |
| Haico Klein Wassink      | 13 april 1980   | Denemarken | melkveehouder            | 18             | Wendy en Ellen vielen af. Koos Jasmijn maar relatie eindigde. Daarna relatie met Ellen die ook eindigde. Anno 2024 vrijgezel na relatie met derde. |

### Serie 14 (2024-2025)
De voorstelaflevering van het veertiende seizoen werd op 22 september 2024 uitgezonden. Alle zes deelnemers werden gevolgd tot aan de weekendtrip. Een vrouw zocht een man en vijf mannen zochten een vrouw. Op 2 maart 2025 ging het vervolg van de serie van start dat eindigde op 25 mei dat jaar.
Het seizoen kent een iets andere opzet dan voorheen: zie daarvoor deze alinea.
| Naam            | Geboren           | Provincie     | Beroep                  | Dates              | Dates                                    | Dates            | Resultaat |
| Naam            | Geboren           | Provincie     | Beroep                  | Viel af na dagdate | Viel af tijdens logeren                  | Citytrip         | Resultaat |
| --------------- | ----------------- | ------------- | ----------------------- | ------------------ | ---------------------------------------- | ---------------- | --------- |
| Deedry Heijmans | 25 mei 1993       | Noord-Brabant | paardenfokker           | Huub en Wesley     | Carst-Jan en Sjoerd                      | Roy              | Roy       |
| Jan Kuiper      | 26 december 1964  | Groningen     | melkveehouder           | Giela en Anita     | Annick. Karina en Dorien gingen zelf weg | —                | Dorien    |
| John Nouwen     | 16 september 1987 | Limburg       | pluimveehouder          | Danielle en Linda  | Mira en Karin                            | Eileen           | —         |
| Julius Galama   | 14 april 1989     | Friesland     | melkveehouder           | Nora               | Patricia en Myrthe                       | Kylie            | —         |
| Martijn Smets   | 24 februari 1977  | Noord-Brabant | melkveehouder           | Ilja, Maud         | Annet en Marleen                         | Ciska            | Ciska     |
| Roel Bakker     | 15 december 1985  | Noord-Holland | groente- en tulpenteler | Kelsey en Lisanne  | Sandra. Karin ging zelf weg              | Simone (dagtrip) | Simone    |